# باسيفاي

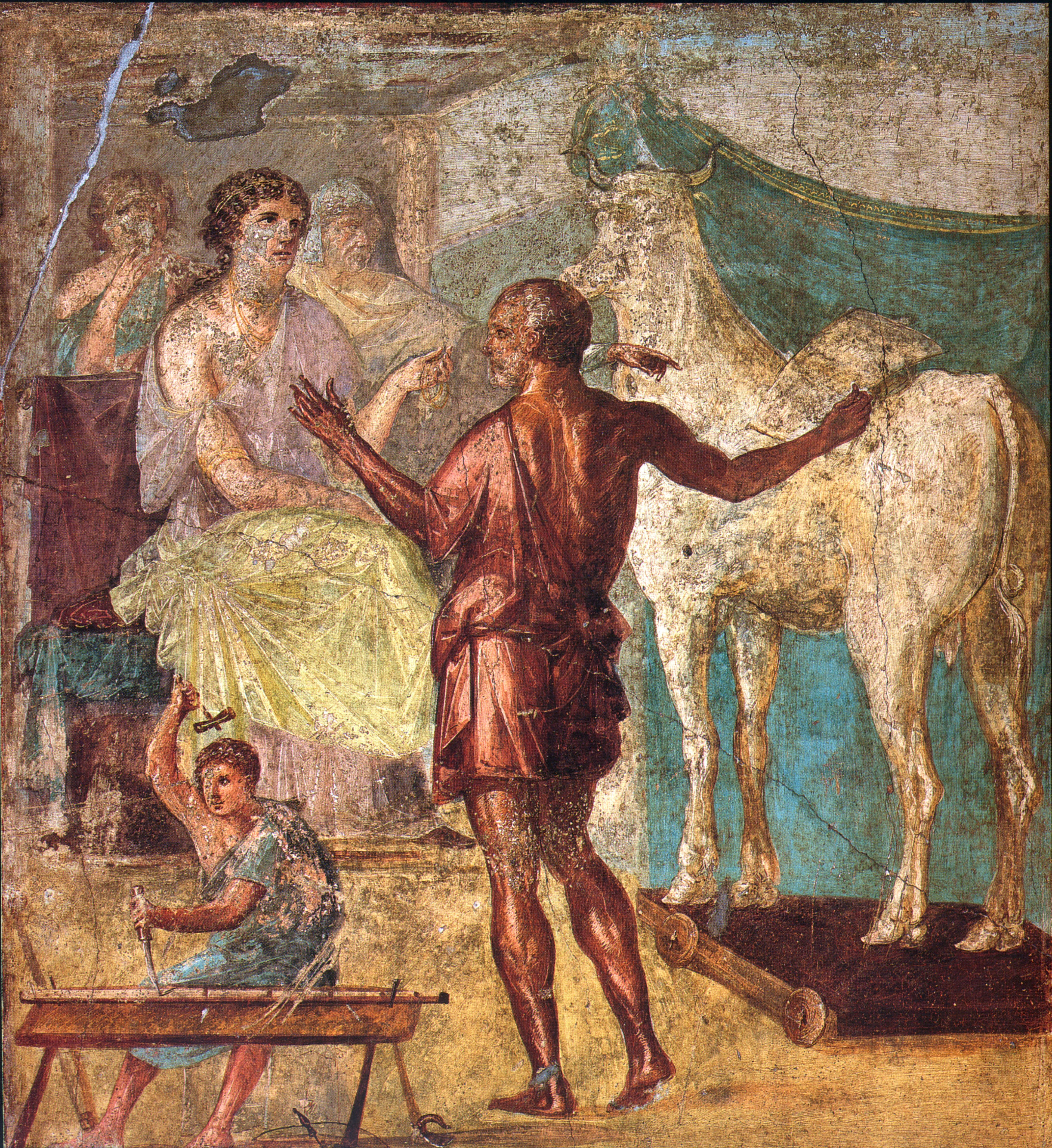
دايدالوس يعرض البقرة الخشبية على باسيفاي في رسم على بيت في بومبي

هذه المقالة هن الشخصية الأسطورية، أما عن القمر أنظر باسيفي (قمر)
باسيفاي هي ابنة هيليوس إله الشمس وزوجة مينوس ملك كريت، وكانت قد أحبت ثورا قدم كأضحية هو الثور الكريتي وأنجبت منه مسخا نصفه ثور ونصفه إنسان وهو مينوتور والذي قتله ثيسيوس.